# Hanuš Ringhoffer
Hanuš Ringhoffer, německy Hans Ringhoffer, plným jménem Johanes Emanuel Viktor Maria svobodný pán z Ringhofferů (3. ledna 1885, Smíchov – 1946, Mühlberg, Braniborsko), byl český průmyslník z rodiny Ringhofferů, poslední ředitel stejnojmenného koncernu.

## Život
Hanuš Ringhoffer se narodil jako nejmladší ze čtyř dětí Františka Ringhoffera III. a jeho ženy Franzisky Klein von Wisenberg. Vystudoval práva na německé Karlo-Ferdinandově universitě v Praze. V roce 1909 nastoupil do rodinné firmy jako společník. Na počátku 20. let vedl fúzi podniku Ringhoffer s Kopřivnickou vozovkou a dalšími podniky. Roku 1923 se stal generálním ředitelem nově vzniklého koncernu Ringhoffer-Tatra.
Kromě toho byl generálním ředitelem pivovaru ve Velkých Popovicích a členem správních rad řady dalších podniků a bank. Zastával také pozice viceguvernéra Národní banky Československé a norského honorárního konzula.
Po obsazení českých zemí v březnu 1939 přijala celá rodina Ringhofferů (včetně Hanuše) říšskoněmecké občanství. Dne 1. dubna 1939 byl přijat za člena NSDAP (spolu s dalšími třemi členy rodiny). Mimoto byl i členem NSV. Během války také spolupracoval s vysokými nacistickými činiteli, především se spolupracovníky Alberta Speera. Tyto kroky byly pravděpodobně vedeny pragmatickou snahou o zachování nezávislosti rodinného koncernu. Hanuš Ringhoffer byl později z NSDAP vyloučen, údajně kvůli dřívějšímu působení v čs. diplomatických službách a jeho čestnému legionářství.
Hanuš Ringhoffer zůstal po celý život svobodný a bezdětný. V roce 1943 však adoptoval syny své neteře Alžběty Serényi, dcery svého nejstaršího bratra Františka Ringhoffera IV.
Po skončení války v květnu 1945 byl Hanuš Ringhoffer zatčen ve svém bytě na Smíchově a bylo mu uloženo domácí vězení. Skupina odbojářů, kterým během války pomohl, a někteří spolupracovníci prezidenta Beneše se pokusili zajistit mu svobodný odjezd z republiky. Hanuš však tuto pomoc odmítl. Z tábora v Modřanech byl přesunut do věznice v Drážďanech a odtud 15. srpna 1946 do zvláštního tábora NKVD u Mühlbergu v Braniborsku (uvnitř tehdejší Sovětské okupační zóny Německa). Zde zemřel, pravděpodobně koncem prosince 1946.